# Sarnano
Sarnano ist eine italienische Gemeinde mit 3053 Einwohnern (Stand 31. Dezember 2023) in der Provinz Macerata in den Marken. Die Gemeinde liegt etwa 31,5 Kilometer südsüdwestlich von Macerata. Sarnano ist Teil der Comunità montana dei Monti Azzurri, grenzt unmittelbar an die Provinz Fermo und ist Mitglied der Vereinigung I borghi più belli d’Italia (Die schönsten Orte Italiens).

## Einzelnachweise

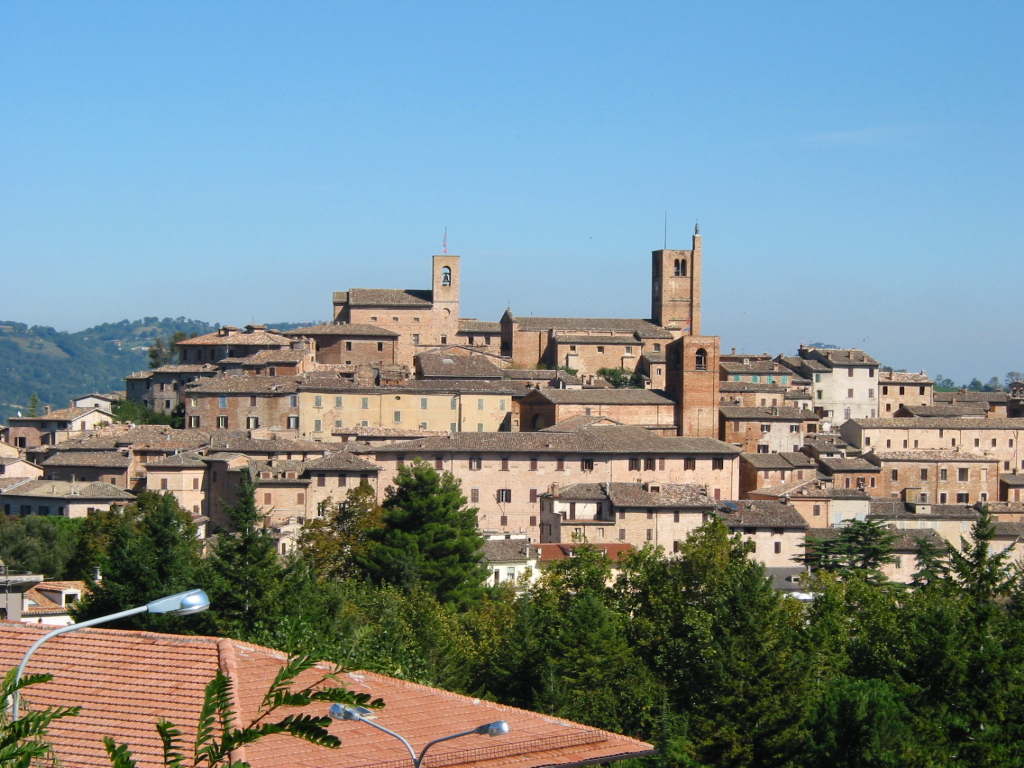
Panorama von Sarnano